# 銭玄同
銭玄同（せん げんどう）は中華民国の言語学者。新文化運動の担い手の一人。本名は銭夏。字は徳潜。号は「疑古」（疑古玄同）。漢字の廃止をもっとも激烈に説いた人物として知られる。

## 来歴
幼少時に家塾で学び、1906年に日本の早稲田大学に留学し、師範を専攻。1907年に東京で章炳麟の紹介で中国同盟会に入会。1908年に銭玄同と友人魯迅、黄侃など一緒に章炳麟に師事し、そこで古文経学、小学（文字の形体・音韻・訓詁）について研究した。
1910年に帰国、1913年に国立北京高等師範学校（1923年正式に国立北京師範大学と改称）の教員となり、1916年に教授となった。銭玄同は長い間に、国立北京師範大学と北京大学で経学、小学などの講義を担当し、同時に、北京師範大学の中国語の学部主任を兼任した。有名な弟子に黄現璠、羅常培、魏建功、白滌洲、趙蔭棠、王静如、丁声樹など。
1915年9月15日、陳独秀は上海で「新青年」という白話運動を推進する文学革命の中心的啓蒙雑誌を創刊した後に、銭玄同・魯迅・胡適・李大釗・呉虞・周作人などの人々が、雑誌に熱心に寄稿した。銭玄同は文字改革と漢字の廃止を主張し、文字革命の宣伝に尽力し、新文化運動の中心人物となった。
1939年1月17日に脳溢血のため北京で死去。享年52。

## 主な著作
- 『銭玄同文集』（全6巻）、中国人民大学出版会、2000年8月1日。ISBN 978-7-3000-3556-7